# Aťka Janoušková
Aťka Janoušková, właśc. Vlasta Janoušková (ur. 16 marca 1930 w Pradze, zm. 7 marca 2019 tamże) – czeska aktorka i piosenkarka.
Największe zasługi położyła na polu dubbingu. Swojego głosu użyczyła m.in. Pszczółce Mai.
W 2009 roku otrzymała nagrodę Františka Filipovskiego za całokształt dorobku w dziedzinie dubbingu.
Występowała także w teatrze, już w wieku jedenastu lat otrzymała szereg ról dziecięcych w Teatrze Narodowym. Zagrała również w kilku filmach, głównie w rolach drugoplanowych.

## Filmografia
- 1964: Deváté jméno[9]
- 1977: Long Live Ghosts![10]
- 1978: Proč nevěřit na zázraky
- 1979: Hodinárova svatební cesta korálovým morem[11]
- 1984: Amadeusz